# Matti Vanhanen
Matti Taneli Vanhanen (Jyväskylä, 4 novembre 1955) è un politico finlandese, ex ministro capo della Finlandia, dal 24 giugno 2003 al 20 giugno 2010.
Vanhanen è laureato in scienze politiche, ed è considerato un esperto nel campo della politica dell'Unione europea.
È stato candidato dal Partito di Centro come presidente nelle elezioni presidenziali del 2018, ottenendo 122 383 voti, nonché il 4,09%, classificandosi quinto.
L'8 giugno 2020 è diventato ministro delle finanze nel governo Marin dopo le dimissioni di Katri Kulmuni, nonché capo del suo partito.

## Biografia
Matti Vanhanen è nato nel 1955, secondo di tre figli del politologo Tatu Vanhanen e Anni Tiihonen. Dopo il diploma di scuola superiore nel 1975 e il servizio militare, ha studiato scienze politiche all'Università di Helsinki. Nel 1989 si è laureato con un Master in Scienze Sociali. Dal 1985 al 1991 ha lavorato come giornalista per il quotidiano locale Kehäsanomat e dal 1988 come caporedattore.

## Carriera politica
Vanhanen è stato eletto nel 1991 come membro dell'Eduskunta, il parlamento finlandese. A quel tempo si specializzò in materie ecologiche. Ad esempio, si è fortemente opposto alla costruzione di una quinta centrale nucleare nel 1992, mentre prestava servizio nel consiglio di amministrazione della società elettrica finlandese Fortum. È stato membro della Commissione Ambiente dal 1991 al 1995, è stato vicecapogruppo parlamentare del Partito di Centro dal 1994 al 2000, e anche secondo uomo del partito dal 2000 al 2003.
Un altro argomento importante per Vanhanen era la politica estera. In qualità di specialista dell'Unione europea, è stato membro della Convenzione europea, convenzione che ha redatto la Costituzione europea dal febbraio 2002 al luglio 2003. All'interno di essa ha criticato il presidente della convenzione, Valéry Giscard d'Estaing, definendolo autoritario. Vanhanen ha detto di non essere entusiasta della cooperazione europea e di essere un "pragmatico dell'UE". Questo gli permette di essere considerato un euroscettico, soprattutto se paragonato al suo predecessore, il primo ministro filo-Ue Paavo Lipponen. È uscito nel 2003 dalla convenzione, quando divenne il nuovo ministro della difesa, nel gabinetto del primo ministro Anneli Jäätteenmäki. Quando Jäätteenmäki si è dimesso, a seguito di un voto di sfiducia, Vanhanen è stato eletto nuovo Primo ministro della Finlandia.

### Ministro capo
Vanhanen è visto come appartenente al ramo liberale del vecchio Partito Agrario Finlandese, così come altri due ministri della regione di Uusimaa. Il suo governo ha abbassato l'aliquota massima dell'imposta sul reddito dal 35,5% al 33,5% nel 2005 e al 32,5% nel 2006. Anche l'imposta sul reddito delle società è stata ridotta dal 29% al 26% e l'imposta sulle plusvalenze al 28%. Vanhanen ha promesso di attuare ulteriori tagli alle tasse.

### Candidato presidenziale
Nelle elezioni presidenziali del 2006, Vanhanen è stato eletto candidato del Partito di Centro. Ha corso contro la presidente Tarja Halonen del Partito Socialdemocratico Finlandese e Sauli Niinistö, il candidato del Partito di Coalizione Nazionale. Tuttavia, non ha ottenuto abbastanza voti al primo turno, quindi non gli è stato permesso di partecipare al secondo turno. I suoi avversari Halonen hanno ricevuto il 46,3% dei voti e Niinistö il 24,1%. Al secondo turno, Vanhanen ha sostenuto Niinistö, ma Tarja Halonen è stata rieletta presidente con il 51,8% dei voti.
Durante questa campagna elettorale, la collaborazione tra il Partito di Centro e il Partito Socialdemocratico è stata messa alla prova, poiché il Partito di Centro ha collaborato con il Partito di Coalizione Nazionale. La svolta è arrivata a marzo quando il Partito di Centro ha chiesto sussidi agricoli nazionali per proteggere gli agricoltori finlandesi, quando la Finlandia è stata ammessa alla politica agricola europea. Vanhanen ha detto al suo gruppo che il contribuente pagherà il 90% dei sussidi.